# Solarkraftwerk Topaz
Das Solarkraftwerk Topaz ist eine im San Luis Obispo County, Kalifornien, gelegene Photovoltaik-Freiflächenanlage. Bei Fertigstellung im November 2014 bis zur Inbetriebnahme von Solar Star im Juni 2015 war sie mit einer Spitzenleistung von 550 MW der leistungsstärkste Solarpark der Welt. Das geplante Regelarbeitsvermögen liegt bei 1.100 GWh (1,1 Mrd. kWh) pro Jahr, dies entspricht einer geplanten mittleren Leistung von ca. 125 MW, bei einem Kapazitätsfaktor von 23 %.

## Allgemeines
Das Solarkraftwerk befindet sich auf landwirtschaftlich ertragsarmen Land in Kalifornien. Die Gesamtfläche erstreckt sich über 25 km². Nur wenige Kilometer entfernt befindet sich das Carrizo Plain National Monument.
Eigner des Solarparks ist das Unternehmen MidAmerican Renewables, das zur Berkshire-Hathaway-Holding von Warren Buffett zählt, und 2011 die Rechte an dem Solarpark erwarb. Der Baubeginn fand im November 2011 statt, wobei das Gesamtprojekt in mehrere Bauphasen aufgeteilt wurde, die nacheinander abgearbeitet wurden. Die letzte Bauphase mit 40 MW wurde im November 2014 abgeschlossen, mehrere Monate vor der ursprünglich anvisierten Fertigstellung Anfang 2015. Die jährlich produzierte elektrische Energie wird von dem Energieversorger Pacific Gas and Electric abgenommen, mit dem MidAmerican einen Liefervertrag über eine Laufzeit von 25 Jahren abschloss.

## Technik
Zum Einsatz kommen Dünnschichtmodule des amerikanischen Photovoltaik-Herstellers First Solar, der das Projekt auch entwickelte und für den Bau verantwortlich war. Insgesamt wurden rund 9 Millionen einzelne Solarmodule verbaut. Auch der Betrieb sowie die Instandhaltung werden von First Solar übernommen.
Der Netzanschluss erfolgt über eine in geringer Entfernung am Solarpark vorbeiführenden Hochspannungsleitung, sodass die Netzeinspeisung mit geringen Kosten realisiert werden konnte.